# Горбунов, Александр Матвеевич
Александр Матвеевич Горбунов (21 сентября 1921, Араповка, Симбирская губерния — 22 сентября 2006, Москва) — генерал-майор Советской Армии, участник Великой Отечественной войны, Герой Советского Союза (1943).

## Биография
Александр Горбунов родился 21 сентября 1921 года в селе Араповка (ныне — Вешкаймский район Ульяновской области) в рабочей семье. Получил среднее образование, работал на заводе «Дирижабльстрой» в городе Долгопрудном Московской области. В 1939 году Горбунов был призван на службу в Рабоче-крестьянскую Красную Армию. В 1940 году он окончил Краснодарскую военную авиационную школу лётчиков-наблюдателей. С декабря 1941 года — на фронтах Великой Отечественной войны.
К январю 1943 года лейтенант Александр Горбунов был стрелком-бомбардиром 367-го бомбардировочного авиаполка 132-й бомбардировочной авиадивизии 5-й воздушной армии Закавказского фронта. К тому времени он совершил 133 боевых вылета на бомбардировку скоплений боевой техники и живой силы противника, его оборонительных объектов, нанеся ему значительный ущерб.
Указом Президиума Верховного Совета СССР от 1 мая 1943 года за «образцовое выполнение боевых заданий командования на фронте борьбы с немецкими захватчиками и проявленные при этом мужество и героизм» лейтенант Александр Горбунов был удостоен высокого звания Героя Советского Союза с вручением ордена Ленина и медали «Золотая Звезда» за номером 998.
В 1946 году Горбунов окончил Военно-воздушную академию в Монино, в 1959 году — Военную академию Генерального штаба. Служил в Центральном аппарате Министерства обороны СССР. В 1985 году в звании генерал-майора авиации Горбунов был уволен в запас. Проживал в Москве. 
Скончался 22 сентября 2006 года, похоронен на Хованском Центральном кладбище Москвы.
Был также награждён орденами Красного Знамени, Отечественной войны 1-й степени, Трудового Красного Знамени, тремя орденами Красной Звезды, орденом «За службу Родине в Вооружённых Силах СССР» 3-й степени, а также рядом медалей.

## Память
- Его имя есть на мемориальной доске на Мемориале с именами Героев на Обелиске «30 лет Победы».

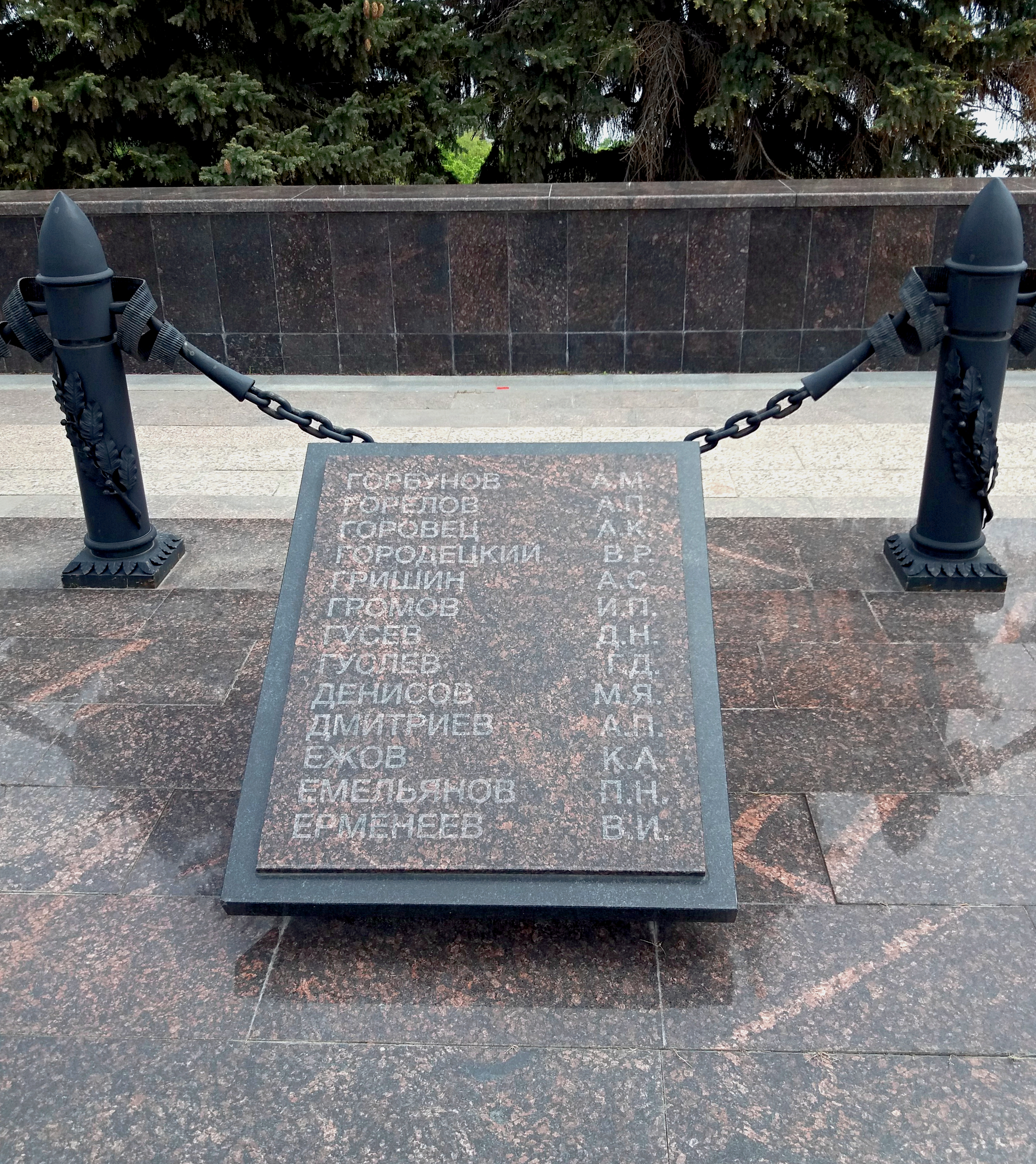
Мемориальные доски с именами Героев (Ульяновск).